# Огродзенець
Огродзенець (пол. Ogrodzieniec) — місто в південній Польщі.
Належить до Заверцянського повіту Сілезького воєводства.

## Демографія
Демографічна структура станом на 31 березня 2011 року:
|          | Загалом | Допрацездатний вік | Працездатний вік | Постпрацездатний вік |
| -------- | ------- | ------------------ | ---------------- | -------------------- |
| Чоловіки | 2125    | 353                | 1521             | 251                  |
| Жінки    | 2324    | 339                | 1344             | 641                  |
| Разом    | 4449    | 692                | 2865             | 892                  |

## Туризм
Важливий туристичний центр на Шляху Орлиних Гнізд, завдяки близькості до однойменного замку Огродзенець, який знаходиться у сусідньому з містом селі Подзамче.
До інших історичних пам'яток міста належать Костел Преображення Господнього XVIII ст. та руїни фабрики пороху з XIX ст.

## Фотогалерея

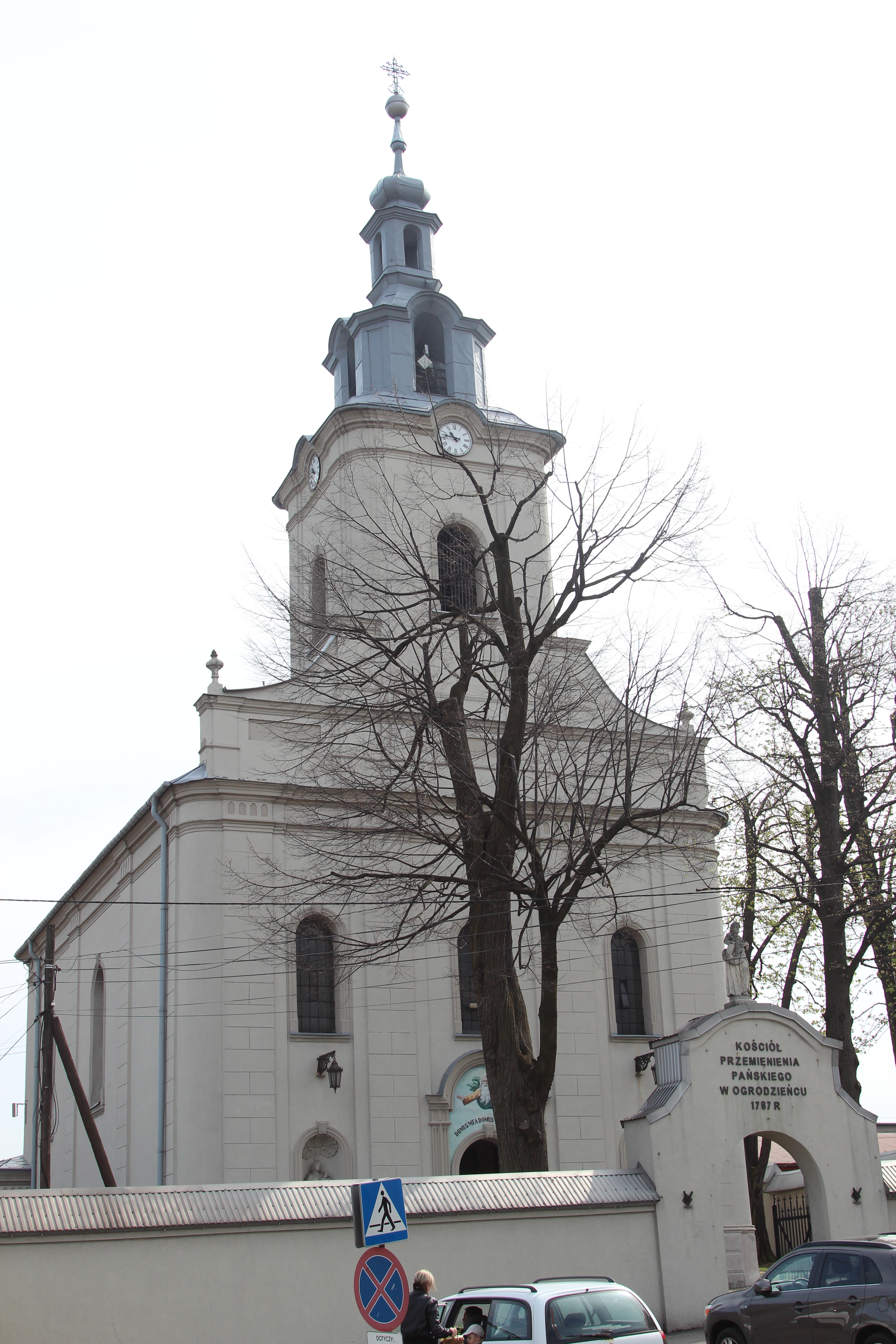
Костел Преображення Господнього в Огродзенцю
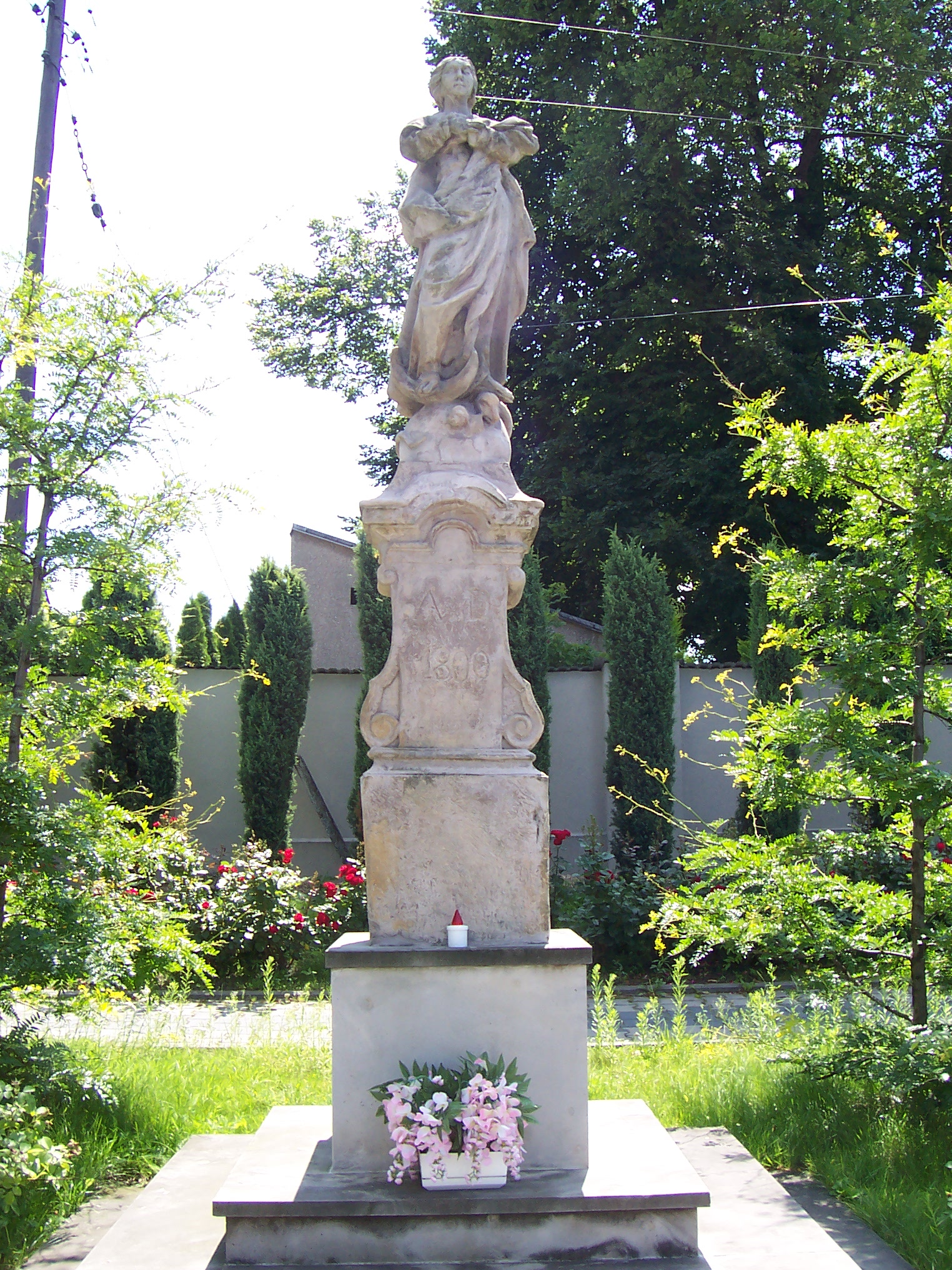
Статуя поруч з костелом
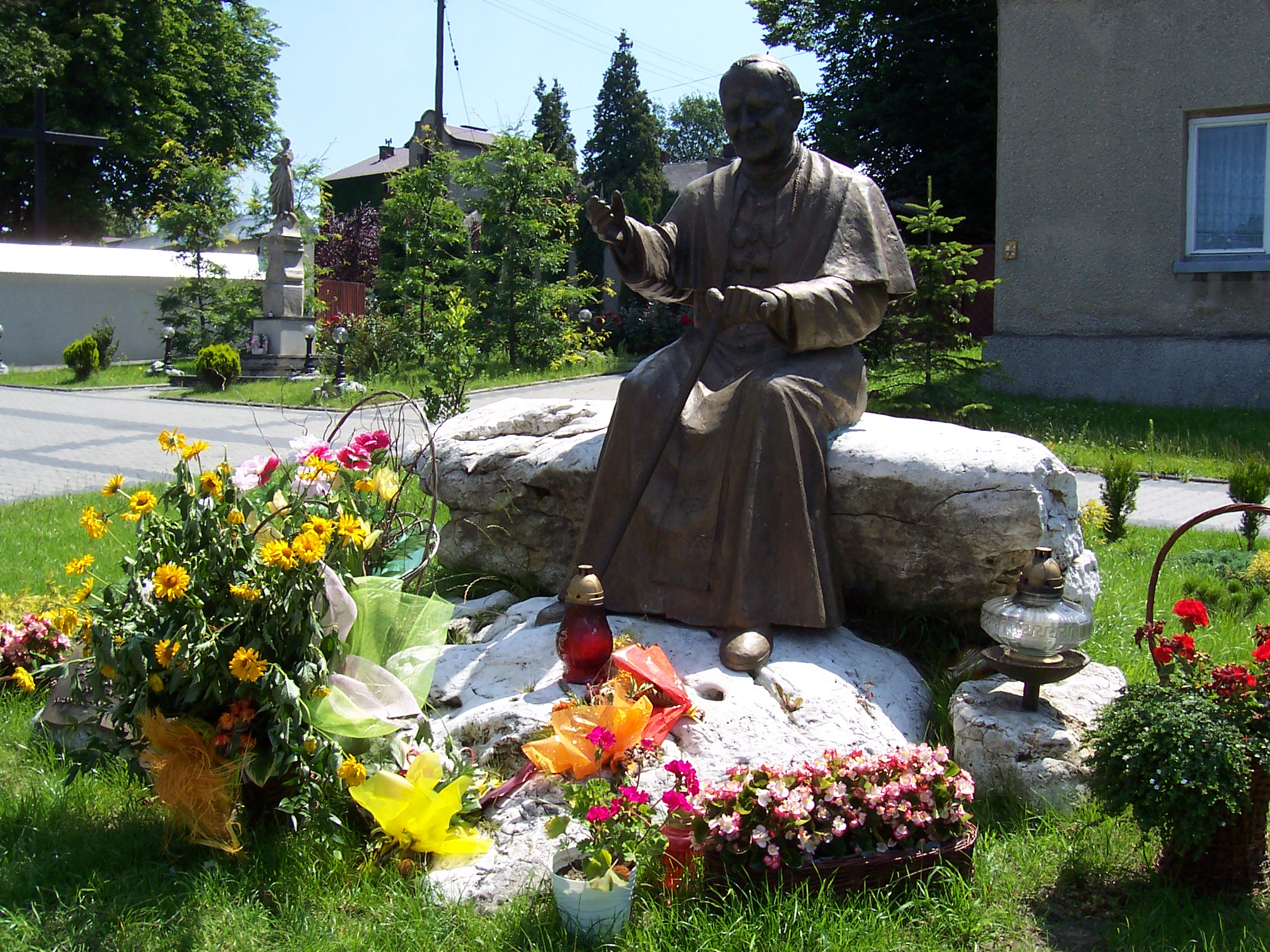
Пам'ятник Яну-Павлу II в Огродзенцю